# Jamnalal Bajaj
Pour les articles homonymes, voir Bajaj.
Jamnalal Kaniram Bajaj (né le 4 novembre 1889 et mort le 11 février 1942) est un industriel indien. Il est fondateur du groupe Bajaj dans les années 1920, qui possède aujourd'hui 24 filiales dont six côtées en bourse. 
Jamnalal Bajaj est aussi un disciple particulièrement proche du Mahatma Gandhi, qui l'aurait désigné comme son « cinquième fils ».

## Débuts

### Enfance
Jamnalal Bajaj naît en 1889 dans une famille aisée de la caste des Maheshwari, dans le village Kashi Ka Bas, près de Sikar, au Rajasthan. Il est le troisième fils de Kaniram et Birdibai Bajaj. Il est ensuite adopté par Seth Bachhraj(bajaj) (un parent éloigné du père de Jamnalal) et sa femme Sadibai, un couple de riches marchands originaires du Rajasthan et installée à Wardha, dans le Maharashtra. Seth Bachhraj(bajaj) est un commerçant reconnu sous le Raj britannique. 
À sa majorité, sous la tutelle de Seth Bachhraj, Jamnalal s'implique dans l'entreprise familiale de sa famille adoptive. Au cours de cette période, il développe les qualités de commerçant,  et des compétences en comptabilité et dans la négociation de marchandises. 
En 1926, après la mort de Seth, Jamnalal fonde ce qui deviendra le groupe industriel Bajaj.

### Relation à l'empire britannique
Au cours de la Première Guerre mondiale, le gouvernement britannique fait appel aux hommes d'affaires indiens et leur demande des fonds. Une fois les dons d'argent versés, Jamnalal se voit remettre le titre de Rai Bahadur par les Britanniques. Il rendra son titre en 1921 lors du mouvement de non-coopération. 

## Amitié avec Gandhi et engagement

### À l'ashram de Sabarmati
Au retour d'Afrique-du-Sud du Mahatma Gandhi, Jamnalal s'intéresse au gandhisme et à ses principes, comme le Ahimsa (la non-violence) et son dévouement envers les pauvres gens. Il soutient l'idée de Gandhi de produire des biens sur le sol indien pour lutter contre la pauvreté — plutôt que de laisser des entreprises britanniques importer du coton brut peu cher, par exemple. La vie menée par Gandhi à l'ashram de Sabarmati l'enthousiasme et il aime les routines de prières ashram et l'entraînement physique qui s'y pratiquent. Ainsi, il emmène sa femme Jankidevi et ses enfants vivre au sein de l'ashram. Alors, Jamnalal Bajaj consacre beaucoup de temps à son profond engagement indépendantiste, ce qui l'empêche de développer sa jeune entreprise commerciale.     

### Lutte pour la liberté
En 1920, Jamanalal est élu président du comité d'accueil de la session de Nagpur du Congrès national indien. En 1921, il rend son titre de Rai Bahadur remis par le gouvernement britannique et il rejoint le mouvement de non-coopération. En 1923, il brave l'interdiction sur les drapeaux nationalistes et participe au Flag Satyagraha à Nagpur, ce qui le rend prisonnier de la police britannique. Cela lui permet d'acquérir une renommée nationale.

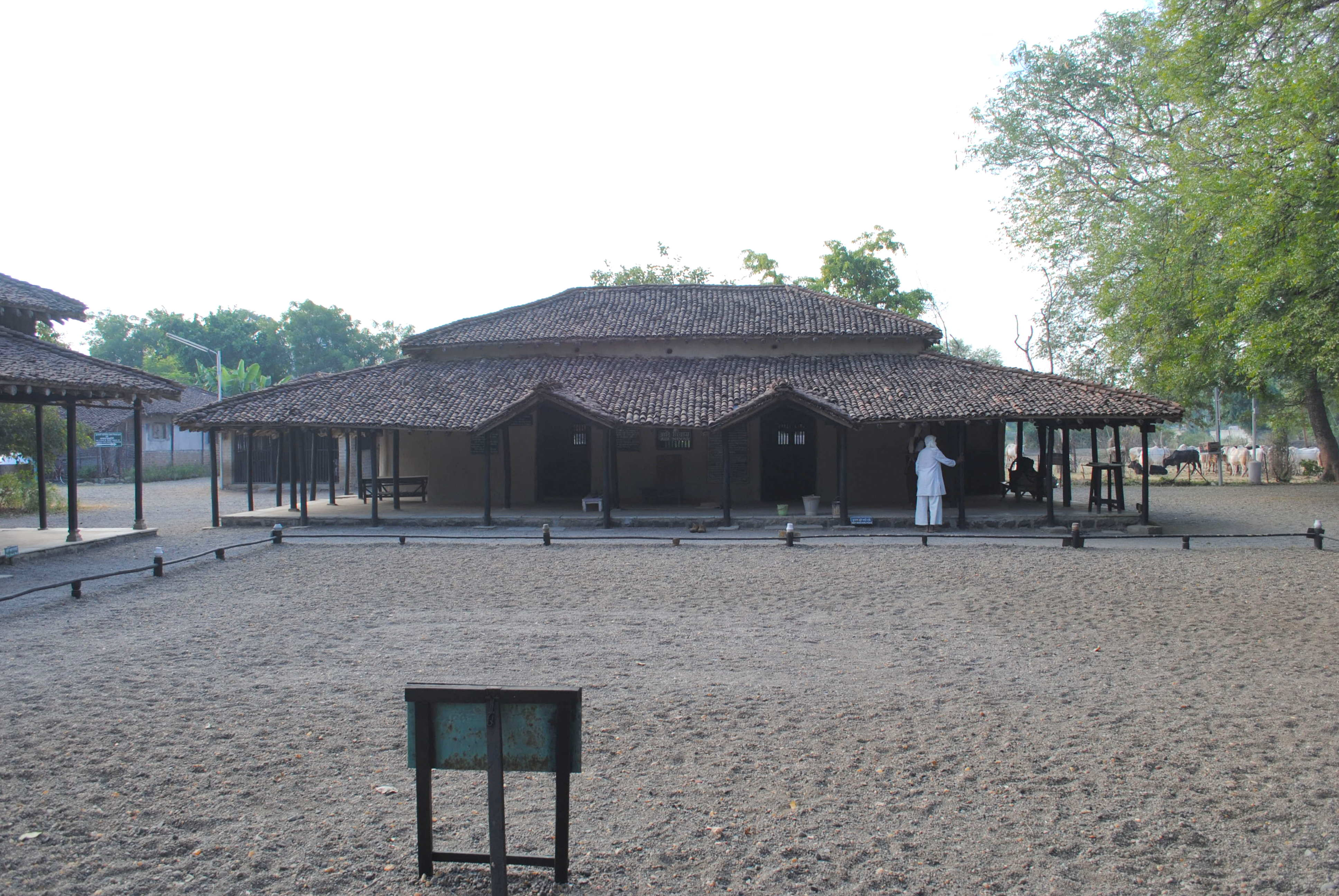
Ashram Adi Nivas de Sevagram où ont vécu Jamnalal et le Mahatma Gandhi.

Il souhaite que Gandhi s'installe à Wardha pour en faire le centre de ses activités indépendantistes. Après la Marche du sel en avril 1930, Gandhi s'installe à Sevagram, un petit village près de Wardha, afin d'être plus proche de la population rurale indienne. Là, Gandhi promet de ne revenir à l'ashram de Sabarmati qu'une fois la liberté gagnée.
Jamanalal est nommé président de Gandhi Seva Sangha, un groupe de travailleurs engagés pour l'indépendance. En 1933, il est élu membre du Comité des travailleurs du Congrès et en devient le trésorier. 

### Autres engagements sociaux
Jamanalal Bajaj s'engagent dans les bonnes œuvres telles que la suppression de la caste des Intouchables, la promotion de l'hindi, du Khadi (il fit un tour de l'Inde pour le faire) et des industries rurales. En 1925, il est nommé trésorier de la All India Spinners Association (l'association des métiers-à-tisser indiens). Il est aussi président du All India Hindi Sahitya, une convention littéraire hindi) qui promeut l'hindou comme unique langue pour unir l'ensemble des Indiens. Il aide aussi à la publication de magazines et livres hindis. Il construit le Gandhi Hindi Pustak Bhandar, une librairie, à Mumbai. Il lance aussi la Sasta Sahitya Mandal, une maison d'édition.
Il fonde, avec C. Rajagopalachari, le journal Dakshin Bharat Hindi Prachar Sabha afin de répandre la connaissance de l'hindi à travers le pays (en particulier au sud).
À partir de 1927, il est le premier trésorier du comité de gestion de la Jamia Millia Islamia, une université de New Delhi. En 1928, il devient membre à vie de l'université, tout en continuant d'en être trésorier.
Dans le but d'éradiquer la caste des Intouchables, il lutte pour l'acceptation des Intouchables au sein des temples hindous à Wardha, la ville dans laquelle il a grandi. Face à la réaction véhémente de prêtres hindous et de Brahmanes, il ouvre en 1928 son propre temple familial, le Laxmi Narayan Mandir, à Wardha, afin d'inclure les Intouchables. De même, il entame un mouvement en les invitant à sa table et en ouvrant des biens au public et pour eux, dans ses champs et ses jardins. 
Grâce à son engagement, il est élu chef du Jaipur Rajya Praja Mandal (un mouvement démocratique) en 1938. En tant que chef, il négocie une trêve entre les Maharajas de Sikar et de Jaipur. 
En l'honneur de son engagement social, le Jamnalal Bajaj Award a été créé par la Fondation Bajaj. Parmi les lauréats remarquables figurent notamment Nelson Mandela et Desmund Tutu .

### Différend avec Gandhi
En 1938, Bajaj montre son désaccord avec Gandhi en contestant les désignations du Congrès. De fait, il refusa d'être président de la session Haripura du Congrès (alors que Gandhi l'avait personnellement approuvé). Subhas Chandra Bose prend alors le poste.

## Héritage, hommages
Outre Bajaj Auto Ltd, les autres grandes sociétés du groupe sont Mukand Ltd, Bajaj Electricals Ltd et Bajaj Hindusthan Ltd. Le petit-fils de Jamnalal Kaniram Bajaj, Rahul Bajaj, devient par la suite directeur de l'entreprise phare de la famille : Bajaj Auto.
Plusieurs institutions en Inde portent son nom, comme le Jamnalal Bajaj Institute of Management Studies (Institut d'études de gestion). Une ville, JB Nagar, dans la banlieue d' Andheri à Mumbai porte son nom.
Le Jamnalal Bajaj Award, créé en 1978 par la Fondation Jamnalal Bajaj, est décerné annuellement à l'occasion de l'anniversaire de sa naissance.